# Список насекомых, занесённых в Красную книгу Крыма

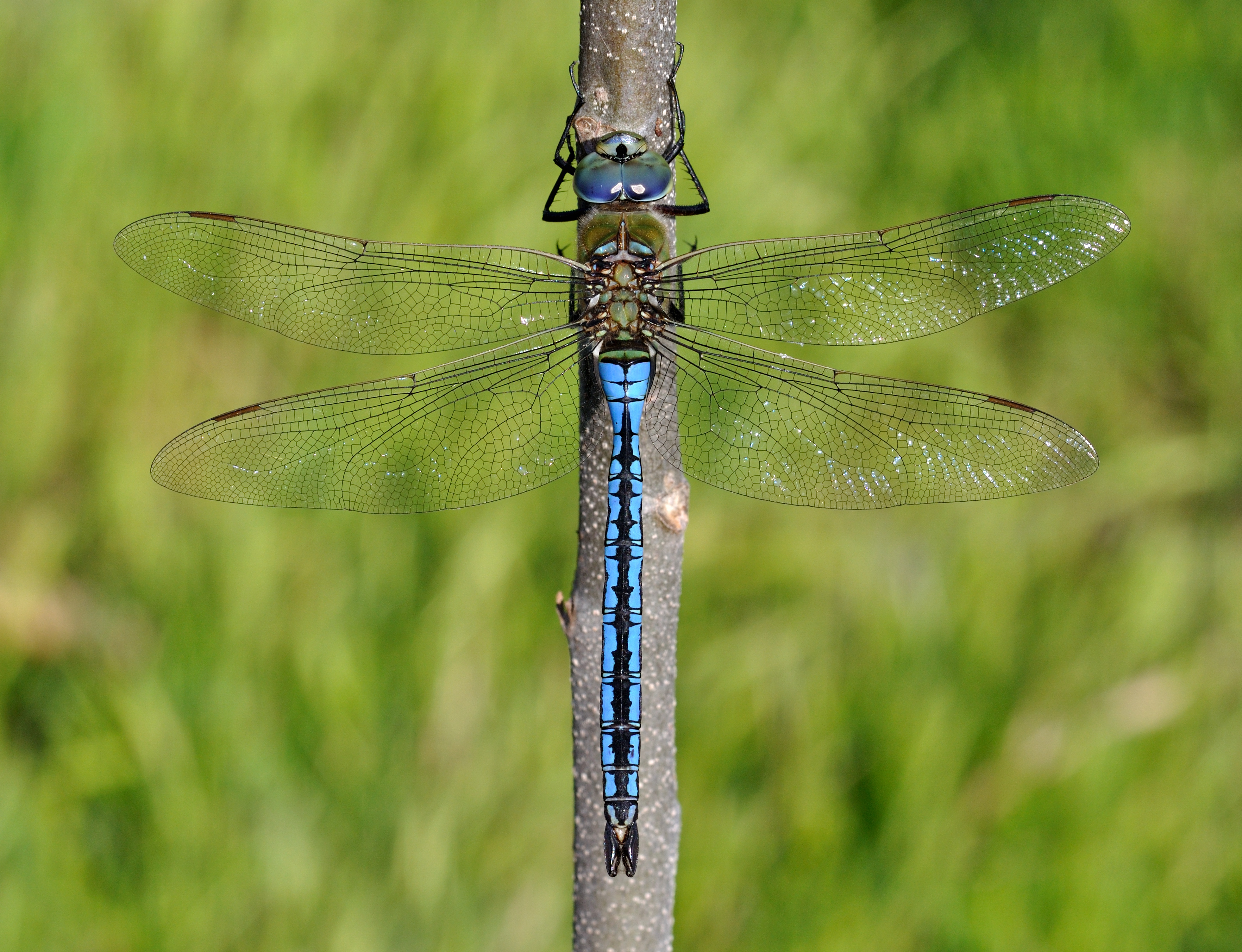
Дозорщик-император

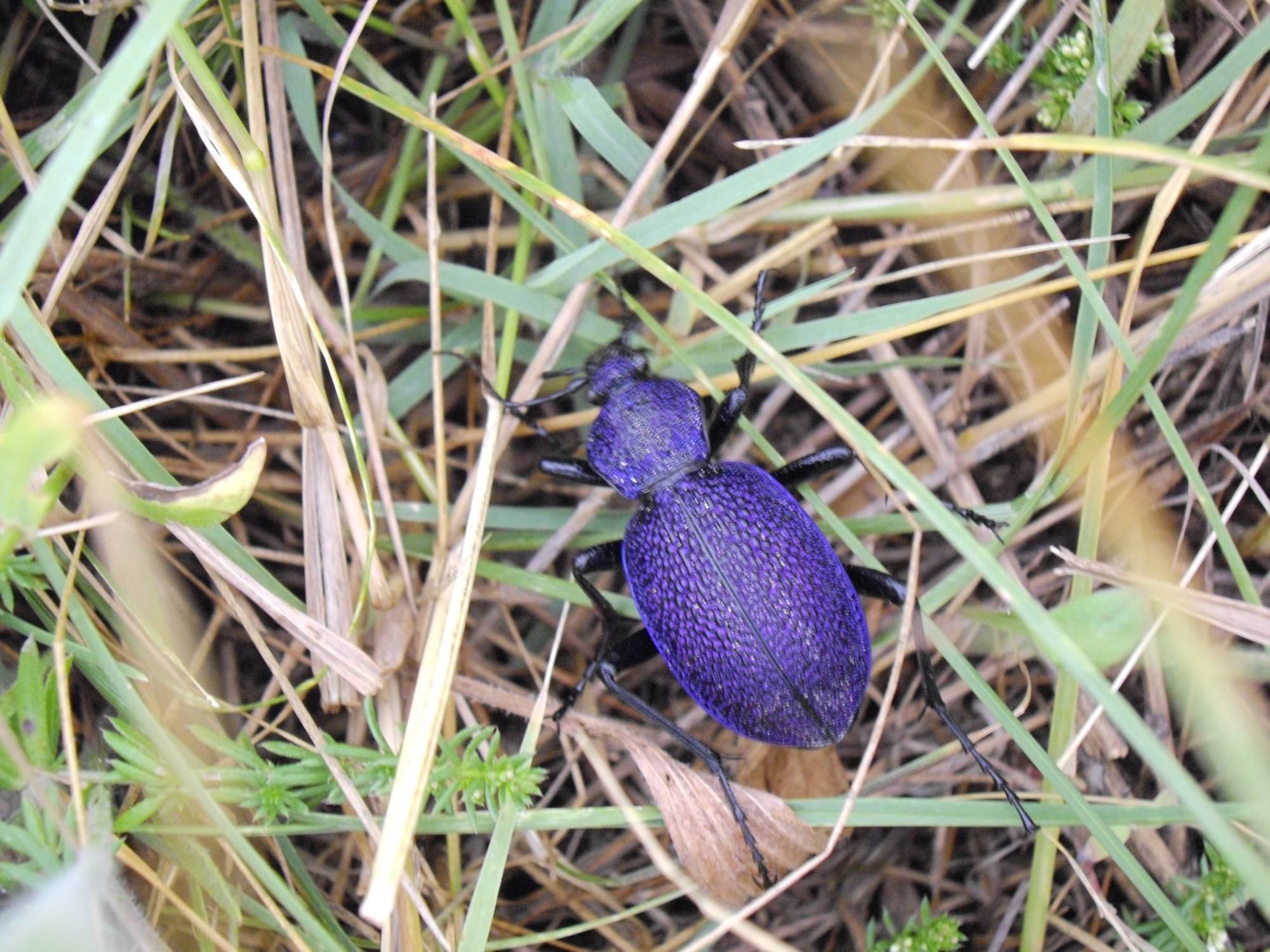
Жужелица крымская

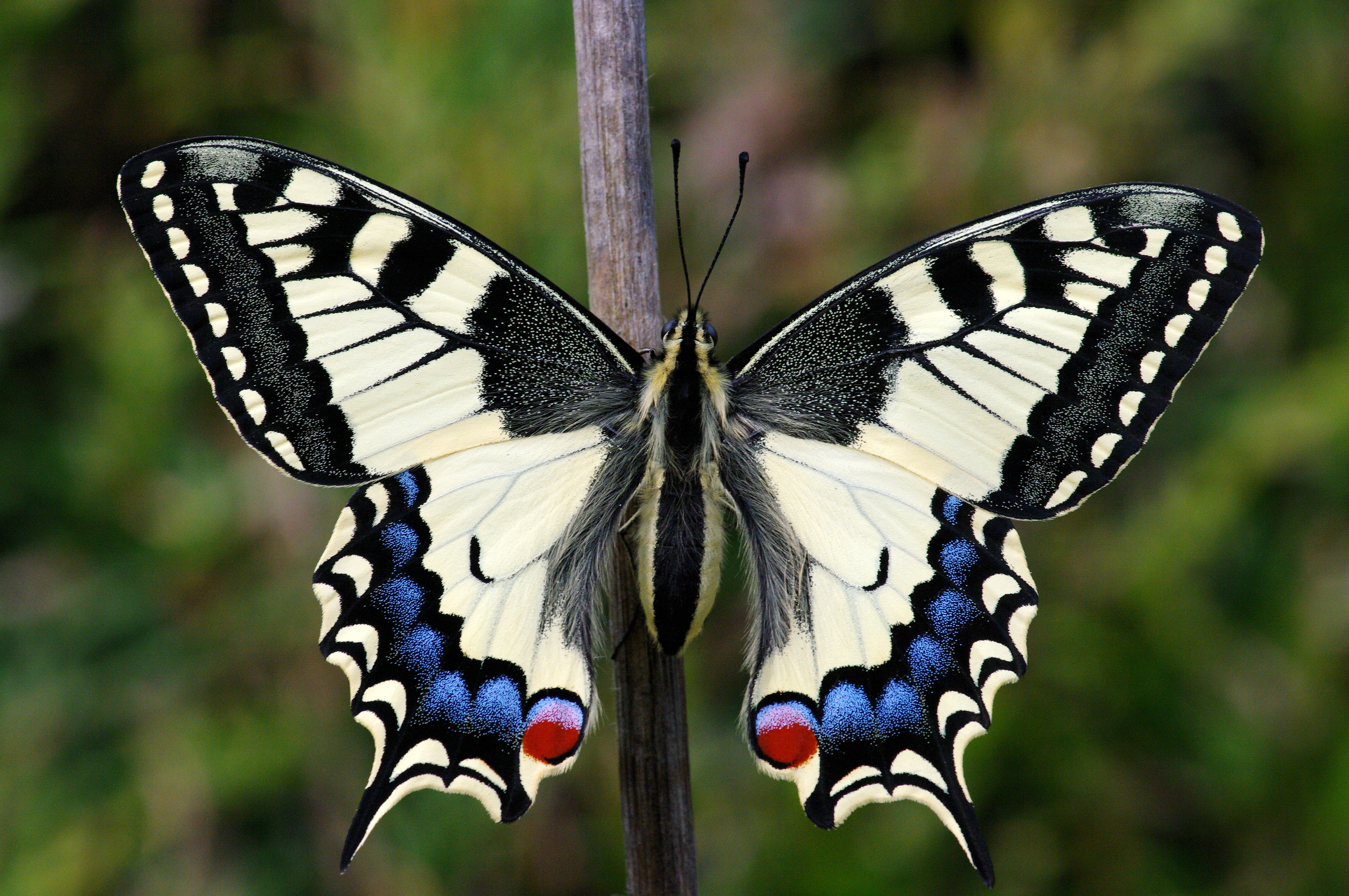
Махаон

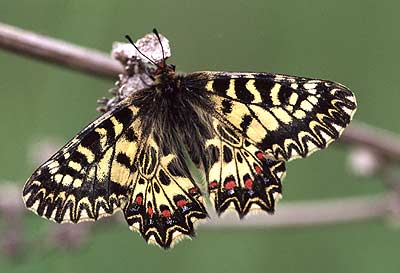
Поликсена

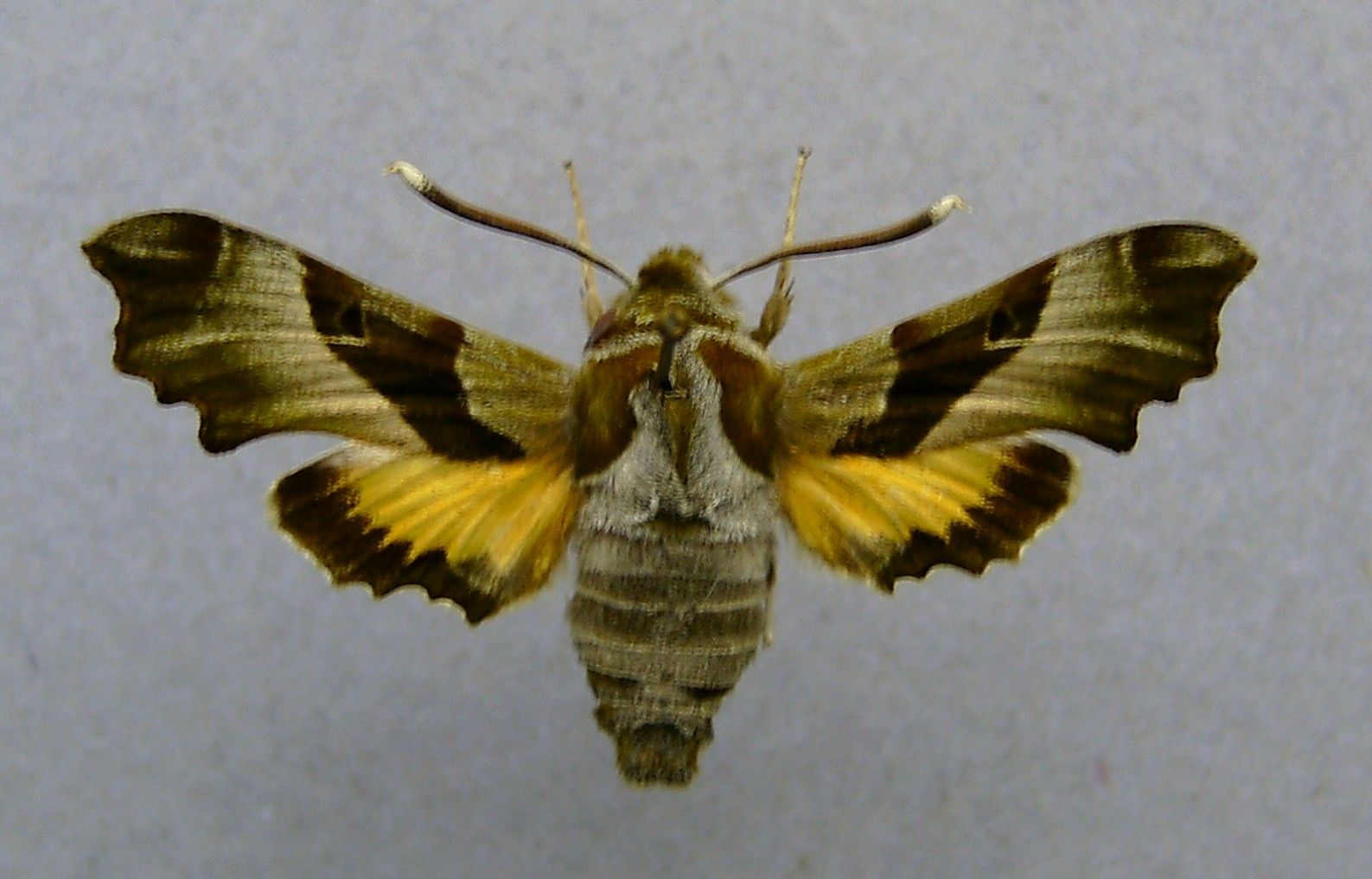
Бражник прозерпина

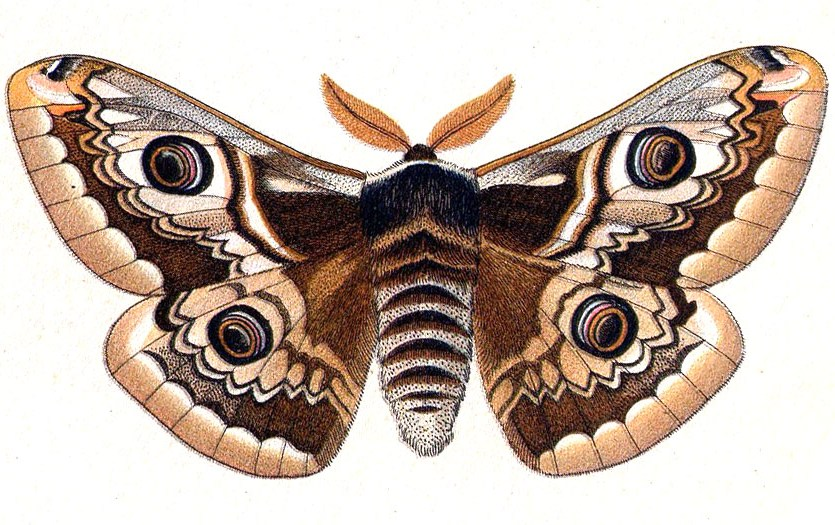
Павлиноглазка терновая

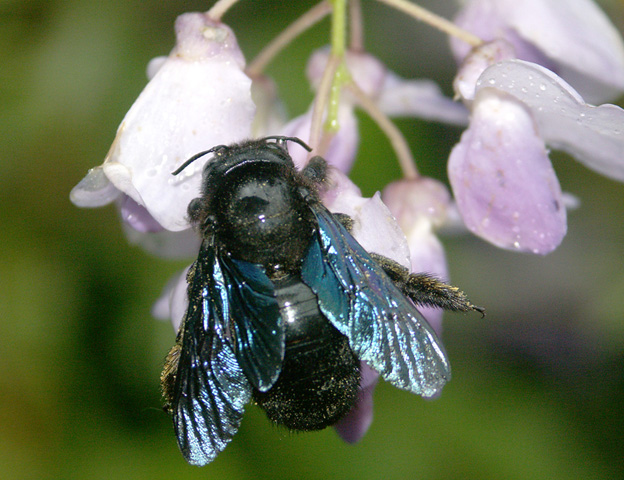
Пчела-плотник обыкновенная

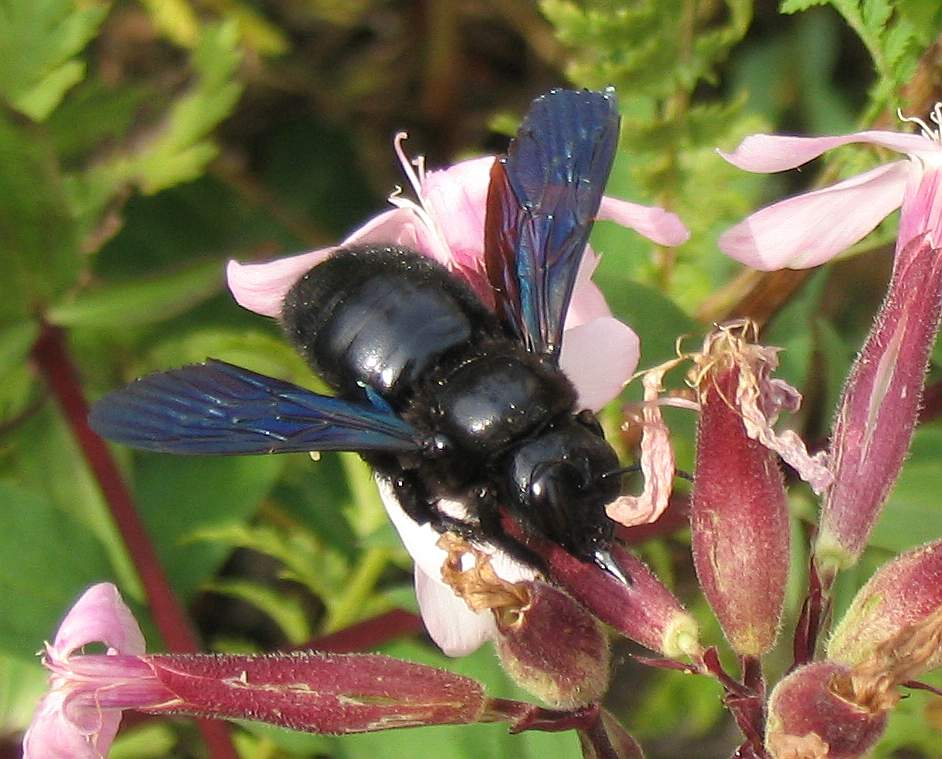
Пчела-плотник фиолетовая

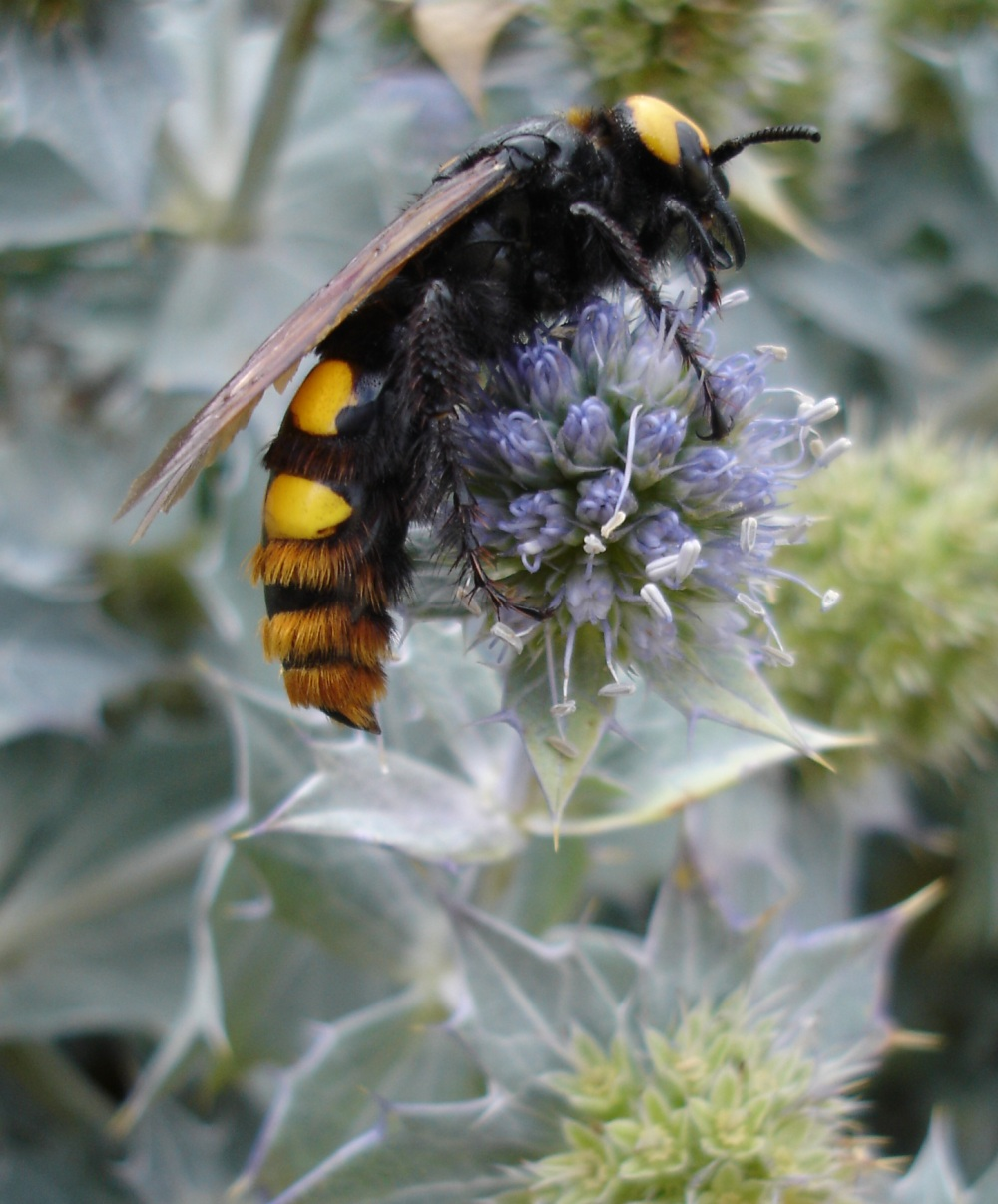
Сколия-гигант

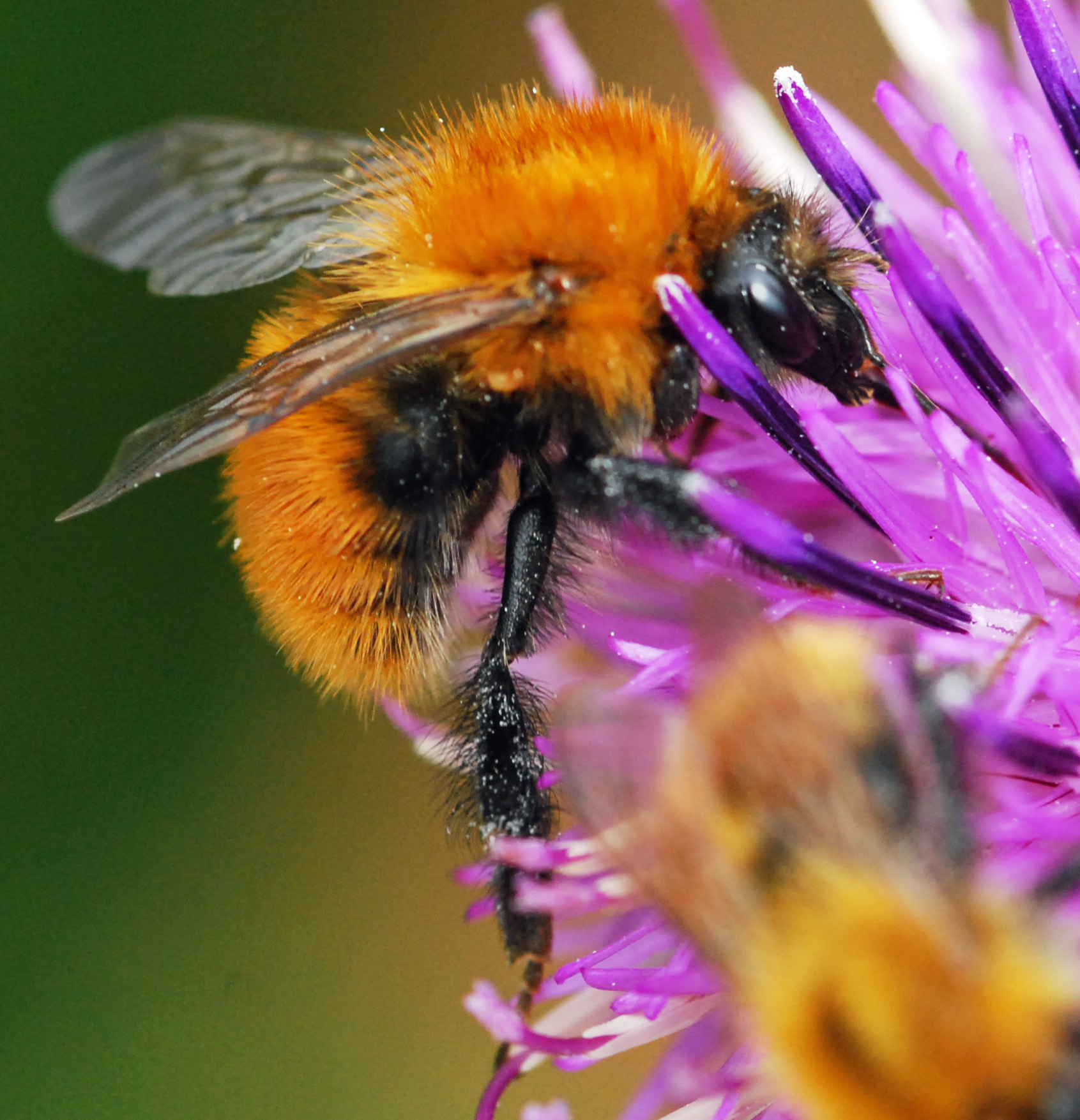
Шмель моховой

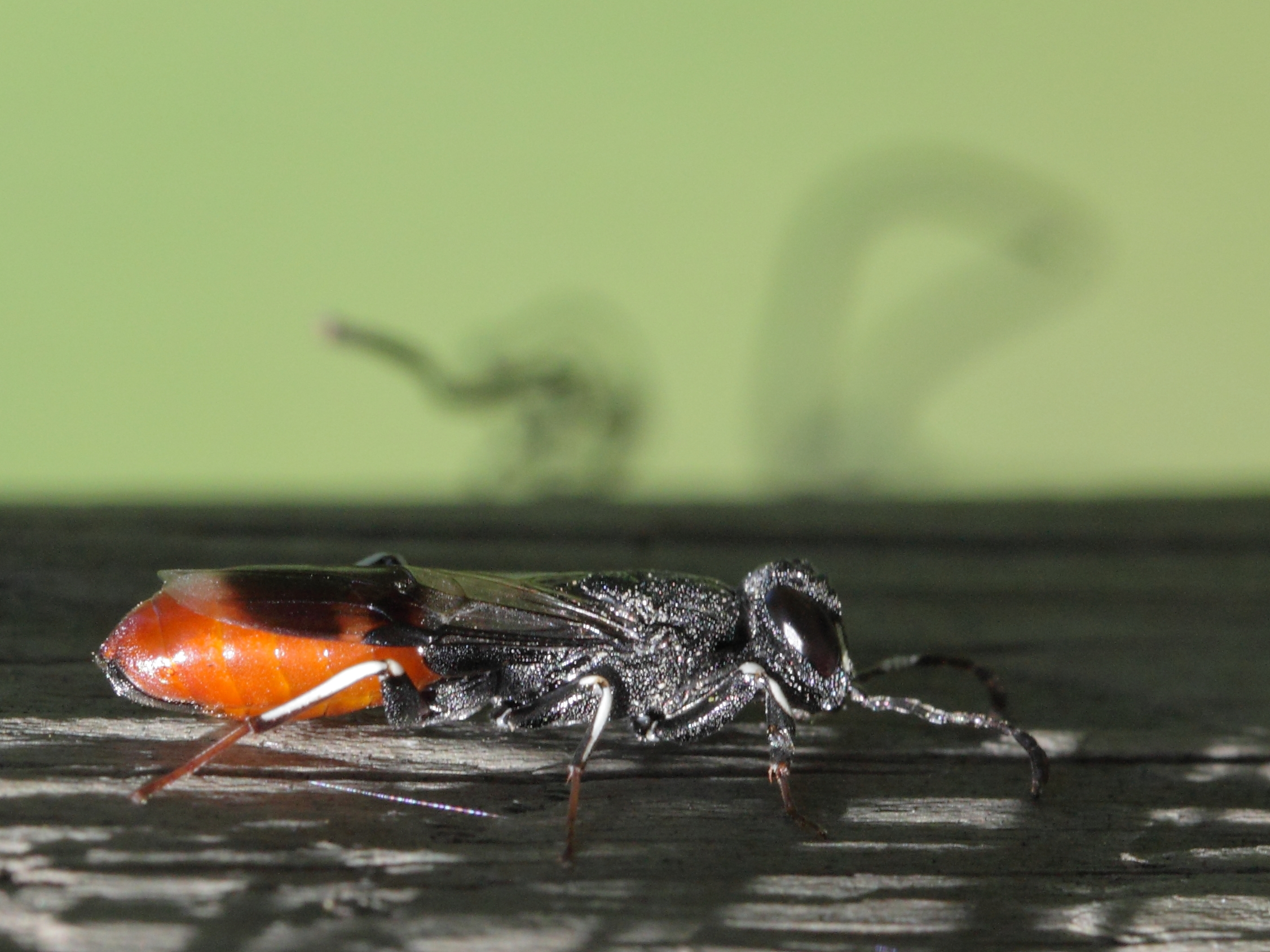
Оруссус паразитический

Список насекомых, занесённых в Красную книгу Крыма содержит 196 таксонов насекомых, включённых в Красную книгу Республики Крым (2015). 
Среди них больше 8 видов стрекоз (Odonata), 7 видов прямокрылых (Orthoptera), 45 вида жуков (Coleoptera), 50 видов бабочек (Lepidoptera), 56 видов перепончатокрылых (Hymenoptera), 15 видов двукрылых (Diptera) и другие.
Он несколько отличается от списка насекомых, опубликованного в печатном издании Красной книги Республики Крым, в котором было 42 вида жуков (Coleoptera), 61 вид перепончатокрылых (Hymenoptera), 9 видов двукрылых (Diptera), равнокрылые, полжесткокрылые и другие таксоны.

## Категории
Категории статуса редкости определяются по следующей шкале:
| Животные |  |
| --- |  |
| - 0* — исчезнувшие - 0 — вероятно исчезнувшие - 1 — находящиеся под угрозой исчезновения - 2 — сокращающиеся в численности - 3 — редкие - 4 — неопределённые по статусу - 5 — восстанавливаемые и восстанавливающиеся - 6 — редкие с нерегулярным пребыванием - 7 — вне опасности |  |

## Отрядподёнки— Ephemeroptera
- Экдионурус единственный — Ecdyonurus solus  Godunko, Kłonowska-Olejnik et Prokopov, 2007 — 2
- Гептагения Самоха — Heptagenia samochai  (Demoulin, 1973) — 2

## Отрядстрекозы— Odonata
- Красотка крымская — Calopteryx splendens taurica Selys, 1853 — 3
- Меднолютка мелкозубчатая — Chalcolestes parvidens (Artobelevski, 1929) — 3
- Лютка крупноглазковая — Lestes macrostigma (Eversmann, 1836) — 2
- Красноглазка Линдена — Erythromma lindenii (Selys, 1840) — 3
- Дедка обыкновенный — Gomphus vulgatissimus (Linnaeus, 1758) — 3
- Когтедедка вильчатый — Onychogomphus forcipatus (Linnaeus, 1758) — 3
- Дозорщик-император — Anax imperator Leach, 1815 — 3
- Сжатобрюх предгорный — Sympetrum pedemontanum (Allioni, 1766) — 3

## Отрядтараканообразные— Dictyoptera
- Эмпуза полосатая — Empusa fasciata Brullé, 1836 — 3
- Боливария короткокрылая — Bolivaria brachyptera (Pallas, 1773) — 3
- Ирис пятнистокрылый — Iris polystictica (Fischer-Waldheim, 1846) — 3

## Отрядпрямокрылые— Orthoptera
- Пилохвост Плигинского — Poecilimon pliginskii Miram, 1929 [=P. boldyrevi Miram, 1938] — 3
- Пилохвост лесной — Poecilimon schmidtii (Fieber, 1853) — 2
- Анадримадуза Ретовского — Anadrymadusa retowskii (Adelung, 1907) — 3
- Дыбка степная — Saga pedo (Pallas, 1771) — 3
- Сверчок византийский — Pseudomogoplistes buzantius Gorochov, 1995 — 2
- Кобылка степная крымская — Asiotmethis tauricus (Tarbinski, 1930) — 2
- Кобылка крестовая крымская — Pararcyptera microptera jailensis Miram, 1927 — 3

## Отрядэмбии— Embioptera
- Эмбия реликтовая — Haploembia solieri (Rambur, 1842) — 3

## Отрядвеснянки— Plecoptera
- Изоперла Прокопова — Isoperla prokopovi Zhiltzova et Zwick, 2012 — 3
- Брахиптера Брауэра — Brachyptera braueri Klapalek, 1900 — 3

## Отряджесткокрылые— Coleoptera
- Вертячка сумеречная — Orectochilus villosus (Müller, 1776) — 3
- Красотел пахучий — Calosoma sycophanta (Linnaeus, 1758) — 2
- Жужелица бессарабская — Carabus bessarabicus (Fischer von Waldheim, 1823) — 2
- Жужелица венгерская — Carabus hungaricus (Fabricius, 1792) — 3
- Жужелица шершавая (Ж. крымская) — Carabus scabrosus Olivier, 1795 — 3
- Жужелица Щеглова — Carabus stscheglowi (Mannerheim, 1827) — 3
- Жужелица-дама — Carterus dama (Rossi, 1792) — 3
- Скакун Бессера — Cephalota besseri (Dejean, 1826) — 3
- Жужелица Шевролата — Parazuphium chevrolati (Castelnau, 1833) — 3
- Псевдафенопс Якобсона — Pseudaphaenops jacobsoni (Pliginskiy, 1912) — 3
- Псевдафенопс таврический — Pseudaphaenops tauricus (Winkler, 1912) — 3
- Тавроциммеритес Дублянского — Taurocimmerites dublanskii Belousov, 1998 — 3
- Стафилин волосатый — Emus hirtus (Linnaeus, 1758) — 3
- Стафилин короткокрылый — Ocypus curtipennis (Motschulsky, 1849) — 3
- Тасгиус Плигинского — Tasgius pliginskii (Bernhauer, 1915) — 3
- Рогач Улановского — Aesalus ulanovskii Ganglbauer, 1887 — 3
- Жук-олень — Lucanus cervus (Linnaeus, 1758) — 2
- Эулазия шмелевидная — Eulasia bombyliformis (Pallas, 1781) — 3
- Афодиус двупятнистый — Aphodius bimaculatus (Laxmann, 1770) — 0
- Гомалоплия Кириченко — Homaloplia kiritschenkoi S. I. Medvedev, 1952 — 3
- Бронзовка особенная — Protaetia speciosa (Adams, 1817) — 3
- Скарабей-тифон — Scarabaeus typhon Fischer von Waldheim, 1823 — 3
- Восковик восточный — Trichius orientalis Reitter, 1894 — 3
- Щелкун Паррейса — Alaus parreyssi (Steven, 1830) — 1
- Чекиниола уплощённая — Cecchiniola platyscelidina (Jacobson, 1908) — 1
- Листоед Плигинского — Chrysolina pliginskii Reitter, 1913 — 3
- Скрытоглав двуцветный — Cryptocephalus biguttulus Suffrian, 1848 — 3
- Усач большой дубовый — Cerambyx cerdo acuminatus Motschulsky, 1852 — 2
- Усач узловатоусый — Cerambyx nodulosus Germar, 1817 — 3
- Усач-корнеед Мокржецкого — Dorcadion ciscaucasicum mokrzeckii Jakovlev, 1902 — 2
- Хесперофанес шелковистый — Hesperophanes sericeus Fabricius, 1787 — 2
- Оксиплеурус Нодиера — Oxypleurus nodieri Mulsant, 1839 — 2
- Погонохерус Перроуда — Pogonocherus perroudi Mulsant, 1839 — 2
- Усач-краснокрыл Ренивона — Purpuricenus renyvonae Slama, 2001 — 3
- Ропалопус инсубрийский — Ropalopus insubricus (Germar, 1824) — 2
- Ропалопус Ледера — Ropalopus lederi Ganglbauer, 1882 — 2
- Розалия альпийская — Rosalia alpina (Linnaeus, 1758) — 2
- Трихофер бледный — Trichoferus pallidus (Olivier, 1790) — 2
- Брахицерус грязный — Brachycerus lutulentus Gullenhal, 1833 — 3
- Брахисерус морщинистый — Brachycerus sinuatus (Olivier, 1807) — 4
- Леукомигус белоснежный — Leucomigus candidatus (Pallas, 1771) — 3
- Липарус гладкий — Liparus laevigatus (Gyllenhal, 1834) — 3
- Ликсус катрановый — Lixus canescens (Fischer-Waldheim, 1835) — 3
- Омиас бородавчатый — Omias verruca (Steven, 1829) — 1
- Стефаноклеонус четырёхпятнистый — Stephanocleonus tetragrammus (Pallas, 1781) — 1

## Отрядсетчатокрылые— Neuroptera
- Кривошпор западный — Acanthaclisis occitanica (Villers, 1789) — 2
- Невролеон сходный — Neuroleon microstenus propinquus  (Navas, 1911) — 2
- Шпорник бэтийский — Synclisis baetica  (Rambur, 1842) — 1
- Бабочник колыванский — Libelloides macaronius kolyvanensis  (Laxmann, 1842) — 3
- Мантиспа штирийская — Mantispa styriaca  (Poda, 1761) — 3
- Дилар турецкий — Dilar turcicus Hagen, 1858 — 1

## Отрядскорпионницы— Mecoptera
- Комаровка итальянская — Bittacus italicus (Muller, 1786) — 2

## Отрядчешуекрылые— Lepidoptera
- Пестрянка весёлая — Zygaena laeta (Hübner, [1790]) — 3
- Пестрянка понтийская — Zygaena sedi (Fabricius, 1787) — 3
- Древоточец колхидский — Stygioides colchica (Herrich-Schäffer, 1851) — 3
- Коконопряд тополеволистный — Gastropacha populifolia (Esper, 1784) — 1
- Павлиноглазка малая — Eudia pavonia (Linnaeus, 1758) — 1
- Павлиноглазка средняя — Eudia spini ([Denis et Schiffermüller], 1775) — 0
- Павлиноглазка грушевая — Saturnia pyri ([Denis et Schiffermüller], 1775) — 3
- Шелкопряд Баллиона — Lemonia ballioni (Christoph, 1888) — 3
- Бражник дубовый — Marumba quercus ([Denis et Schiffermüller], 1775) — 1
- Бражник олеандровый — Daphnis nerii (Linnaeus, 1758) — 3
- Бражник карликовый — Sphingonaepiopsis gorgoniades (Hübner, [1819]) — 3
- Бражник прозерпина — Proserpinus proserpina (Pallas, 1772) — 3
- Бражник южный молочайный — Hyles nicaea (Prünner, 1798) — 2
- Бражник скабиозовый — Hemaris tityus (Linnaeus, 1758) — 3
- Бражник хорватский — Hemaris croatica (Esper, [1800]) — 3
- Волнянка л-чёрное — Arctornis l-nigrum (Müller, 1764) — 3
- Эублемма порядочная — Eublemma pudorina (Staudinger, 1889) — 3
- Совка червецовая — Calymma communimacula ([Denis et Schiffermüller], 1775) — 3
- Усатка роскошная — Hypena opulenta (Christoph, 1877) — 3
- Драстерия зайсанская — Drasteria saisani (Staudinger, 1882) — 3
- Ленточница большая красная — Catocala dilecta (Hübner, [1808]) — 3
- Ленточница неонимфа — Catocala neonympha (Esper, [1805]) — 3
- Ленточница голубая — Catocala fraxini (Linnaeus, 1758) — 3
- Ленточница ивовая — Catocala electa (Vieweg, 1790) — 3
- Ленточница сочетающаяся — Catocala coniuncta (Esper, [1787]) — 3
- Ленточница сходная — Catocala conversa (Esper, [1783]) — 0
- Ленточница красно-жёлтая — Catocala diversa (Geyer, 1828) — 3
- Эутелия серовато-коричневая — Eutelia adoratrix (Staudinger, 1892) — 3
- Металловидка меловая — Euchalcia siderifera (Eversmann, 1846) — 3
- Капюшонница серебристая — Cucullia argentina (Fabricius, 1787) — 3
- Совка розовая — Aedophron rhodites (Eversmann, 1851) — 3
- Совка Трейчке — Periphanes treitschkei (Frivaldszky, 1835) — 3
- Совка мрачная — Mormo maura (Linnaeus, 1758) — 1
- Медведица пятнистая — Chelis maculosa (Gerning, 1780) — 3
- Медведица спокойная — Phragmatobia placida (Frivaldszky, 1835) — 3
- Поликсена — Zerynthia polyxena ([Denis et Schiffermüller], 1775) — 3
- Аполлон Брейтфуса — Parnassius apollo breitfussi Bryk, 1914 — 0
- Махаон — Papilio machaon (Linnaeus, 1758) — 3
- Эвфема — Zegris eupheme (Esper, [1805]) — 3
- Желтушка золотистая — Colias chrysotheme (Esper, [1781]) — 2
- Хвостатка сливовая — Nordmannia pruni (Linnaeus, 1758) — 3
- Хвостатка в-белое — Nordmannia w-album (Knoch, 1782) — 3
- Каллимах — Tomares callimachus (Eversmann, 1848) — 3
- Незимах — Tomares nogelii nesimachus (Oberthur, 1893) — 3
- Червонец огненный — Lycaena virgaureae (Linnaeus, 1758) — 3
- Голубянка быстрая — Polyommatus amandus (Schneider, 1792) — 3
- Голубянка Плюща — Polyommatus damone pljushtchi (Lukhtanov et Budashkin, 1993) — 3
- Пеструшка таволговая — Neptis rivularis (Scopoli, 1763) — 3
- Трифиза Фрина — Triphysa phryne (Pallas, 1771) — 3
- Бархатница эуксинская — Pseudochazara euxina (Kusnezov, 1909) — 3

## Отрядперепончатокрылые— Hymenoptera
- Каламеута жёлтая — Calameuta idolon (Rossi, 1794) — 2
- Пахицефус степной — Pachycephus cruentatus (Eversmann, 1847) — 1
- Рогохвост можжевеловый — Urocerus sah (Mocsáry 1881) — 2
- Оруссус паразитический — Orussus abietinus (Scopoli, 1763) — 4
- Мегарисса жемчужная — Megarhyssa perlata (Christ, 1791) — 3
- Стефанус зубценосный — Stephanus serrator (Fabricius, 1798) — 1
- Гедихрум зелёный — Hedychrum virens Dahlbom, 1845 — 2
- Парнопес большой — Parnopes grandior (Pallas, 1771) — 1
- Стильбум зеленоватый — Stilbum cyanurum (Förster, 1771) — 3
- Сколия-гигант — Megascolia maculata (Drury, 1773) — 3
- Сколия однополосая — Scolia fallax Eversmann, 1849 [=S. galbula (Pallas, 1773 non 1771)] — 2
- Сколия желтоголовая — Scolia galbula (Pallas, 1771) [=S. dejeani Vander Linden, 1892] — 1
- Целонитес крымский — Celonites abbreviatus tauricus Kostylev, 1935 — 2
- Эвмен трёхточечный — Eumenes tripunctatus (Christ, 1791) — 2
- Катаменес степной — Katamenes dimidiatus (Brullé, 1832) — 2
- Онихоптерохеилюс Палласа — Onychopterocheilus pallasii (Klug, 1805) — 1
- Паравеспа царская — Paravespa rex (von Schulthes, 1924) — 2
- Тропидодинерус большой — Tropidodynerus interruptus (Brullé, 1832) — 2
- Криптохил кольчатый — Cryptocheilus alternatus (Lepeletier, 1845) — 3
- Криптохил красноватый — Cryptocheilus rubellus (Eversmann 1846) — 3
- Аноплиус самарский — Anoplius samariensis (Pallas, 1771) — 3
- Аммофила сарептская — Ammophila sareptana Kohl, 1884 — 2
- Эремохарес великолепная — Eremochares dives (Brullé, 1833) — 2
- Прионикс покинутый — Prionyx viduatus (Christ, 1791) — 1
- Бембикс оливковый — Bembix olivacea Fabricius, 1787 — 1
- Церцерис бугорчатая — Cerceris tuberculata (Villers, 1787) — 2
- Лярра анафемская — Larra anathema (Rossi, 1790) — 2
- Стизоидес толстоусый — Stizoides crassicornis (Fabricius, 1787) — 1
- Стизус двухточечный — Stizus bipunctatus (F. Smith, 1856) — 3
- Андрена большая — Andrena magna Warncke, 1965 — 2
- Андрена нарядная — Andrena ornata Morawitz, 1866 — 3
- Андрена краснопятнистая — Andrena stigmatica  Morawitz, 1895 — 2
- Мелитта Будашкина — Melitta budashkini Radchenko et Ivanov, 2012 — 2
- Мохноногая пчела Терека — Dasypoda toroki Michez, 2004 — 2
- Гоплитис знатный — Hoplitis princeps (Morawitz, 1872) — 1
- Пчела-листорез белополосая — Megachile albisecta (Klug, 1817) — 2
- Пчела-листорез Жиро — Megachile giraudi Gerstaecker, 1869 — 3
- Пчела-каменщица Лефебвра — Megachile lefebvrei Lepeletier, 1841 — 2
- Трахуза скабиозовая — Trachusa interrupta (Fabricius, 1781) — 2
- Трахуза опушённая — Trachusa pubescens (Morawitz, 1872) — 2
- Антофора чернореснитчатая — Anthophora atricilla Eversmann, 1852 — 1
- Антофора Пономарёвой — Anthophora ponomarevae Brooks, 1988 [=A. morawitzi Ponomareva, 1966] — 2
- Антофора коренастая — Anthophora robusta (Klug, 1845) — 2
- Шмель глинистый — Bombus argillaceus Smith, 1854 — 2
- Шмель армянский — Bombus armeniacus Radoszkowski, 1877 — 1
- Шмель пахучий — Bombus fragrans (Pallas, 1771) — 1
- Шмель раздражающий — Bombus laesus Morawitz, 1875 — 1
- Шмель каменный — Bombus lapidarius (Linnaeus, 1758) — 3
- Шмель моховой — Bombus muscorum (Linnaeus, 1758) — 1
- Шмель опоясанный — Bombus zonatus Smith, 1854 — 2
- Кубиталия тёмная — Cubitalia morio Friese, 1911 — 1
- Длинноусая пчела армянская — Eucera armeniaca (Morawitz, 1878) — 1
- Габропода опоясанная — Habropoda zonatula Smith, 1854 — 1
- Пчела-плотник карликовая — Xylocopa iris (Christ, 1791) — 2
- Пчела-плотник обыкновенная — Xylocopa valga Gerstaecker, 1872 — 3
- Пчела-плотник фиолетовая — Xylocopa violacea (Linnaeus, 1758) — 3

## Отряддвукрылые— Diptera
- Долгоножка понтийская — Tipula pontica Savchenko, 1964 — 3
- Дактилолабис изменчивый — Dactylolabis aberrans Savchenko, 1963 — 3
- Оксицера окаймлённая — Oxycera limbata Loew, 1862 — 4
- Оксицера Мейгена — Oxycera meigenii Staeger, 1844 — 3
- Оксицера леопардовая — Oxycera pardalina Meigen, 1822 — 4
- Слепень Смирнова — Tabanus smirnovi Olsufjev, 1962 — 2
- Меродон чернолапый — Merodon nigritarsis Rondani, 1845 — 2
- Эмпис-оксиляра — Empis oxilara Shamshev, 1998 — 2
- Эмпис Скуфьина — Empis skufini Shamshev, 1998 — 2
- Дазипогон-диадема — Dasypogon diadema (Fabricius, 1781) — 2
- Погоносома марокканская — Pogonosoma maroccanum (Fabricius, 1794) — 2
- Сатанас гигантский — Satanas gigas (Eversmann, 1855) — 1
- Сифонеллопсис прибрежный — Siphonellopsis lacteibasis Strobl, 1906 — 2
- Хоботоголовник Таушера — Neorhynchocephalus tauscheri (Fischer, 1812) — 2
- Бомбомия стиктиковая — Bombomyia stictica (Boisduval, 1835) — 2